# Laurent Joseph Lejeune
Pour les articles homonymes, voir Lejeune.
Laurent Joseph Lejeune, né à Amiens le 24 août 1817 et mort à Paris le 5 août 1895, est un officier de la marine française.

## Biographie
L'amiral Lejeune est issu d’un milieu modeste, son père, Nicolas Laurent Lejeune, né en 1786, est cabaretier.
Laurent Lejeune entre dans la marine à l’âge de 20 ans. En 1837, il part comme matelot sous les ordres de Dumont d’Urville. Pendant onze ans, il sillonne les mers chaudes (Tahiti, Crimée) et les mers de l’hémisphère sud.
Le 1er février 1846, il devient enseigne de vaisseau au port de Brest.
Il sert à partir du 1er janvier 1849 sous les ordres du commandant Serval, sur le Friedland, un cuirassé de 120 canons qui navigue en Méditerranée. Le 7 septembre 1850, il est nommé lieutenant de vaisseau. Puis, capitaine de frégate le 2 décembre 1854. Il devient capitaine de vaisseau le 27 janvier 1864. Il est nommé contre-amiral le 3 août 1875.
En 1877, il reçoit du ministre de la marine un commandement en sous-ordre dans l'escadre d'évolution.
Le 1er janvier 1885, il est nommé commandant de la mission navale française en Grèce, chargée de la réorganisation de la flotte grecque.
Le 16 janvier 1888, il reçoit la plaque de Grand officier de la Légion d’honneur des mains du roi Georges Ier de Grèce.

## Hommage posthume
- Une rue et un collège d'Amiens portent le nom d'Amiral Lejeune.
- « Éloge funèbre du contre-amiral Lejeune, né à Amiens, le 25 août 1817 - inhumé à Saint-Désert, le 5 août 1895 », auteur docteur Vitteaut, Saint-Désert (Saône et Loire), ce 5 août 1895. Chalon-sur-Saône, imprimerie Sordet-Montalan.